# Karsten Scholz

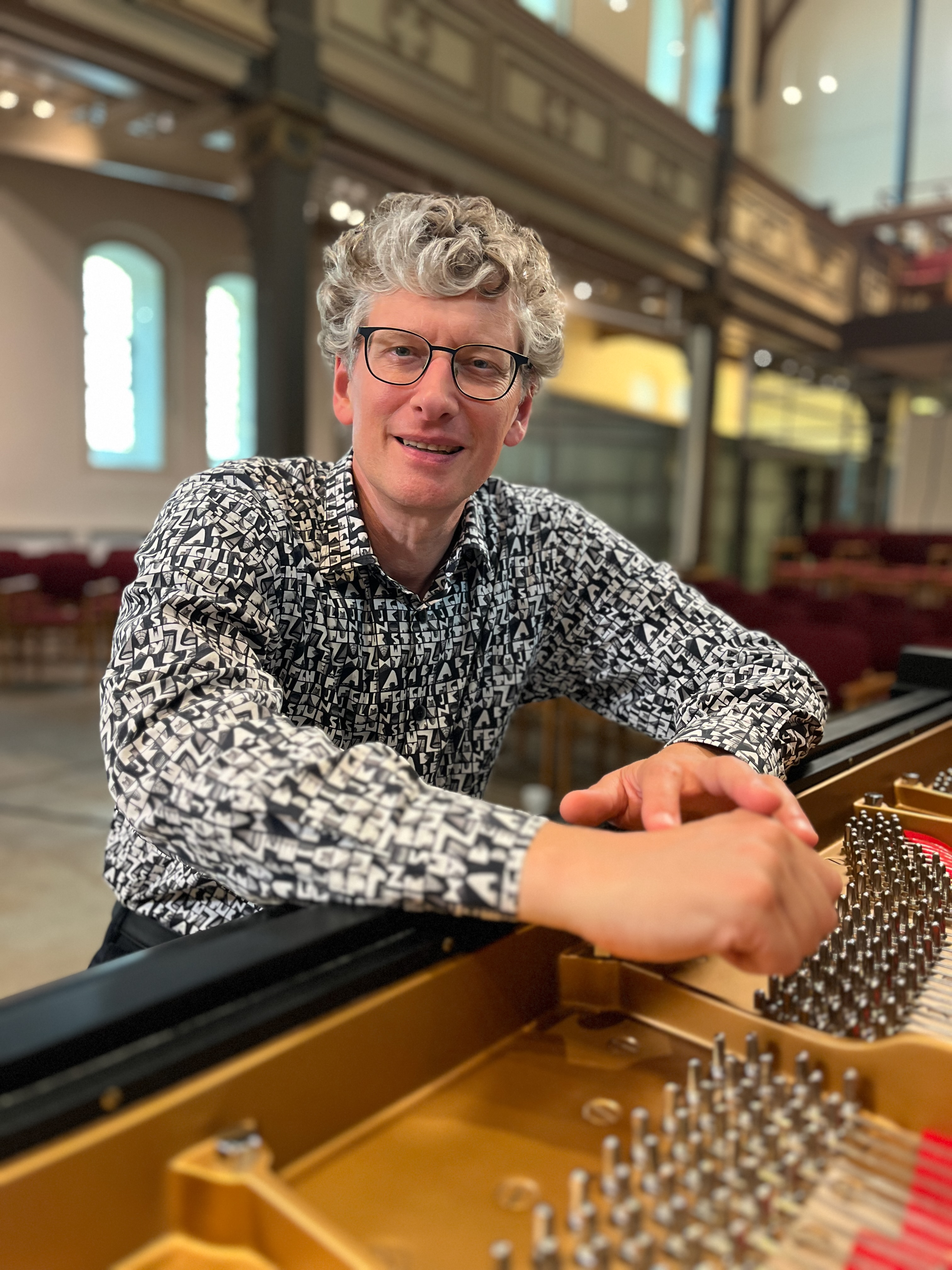

Karsten Scholz (* 6. November 1969 in Gelsenkirchen) ist ein deutscher Pianist und Dirigent.

## Biografie
Im Alter von sieben Jahren bekam Scholz Klavierunterricht und fing bald an, erste Kompositionen zu schreiben. Noch als Schüler erschloss er sich auch die Orgelliteratur.
1987 begann Scholz als Jungstudent (Studienbeginn 1989 nach dem Abitur) seine Ausbildung zum Pianisten bei Wilhelm Neuhaus an der Musikhochschule Köln und bei Olaf Dreßler in München.
1992 schloss sich ein Dirigierstudium bei Volker Wangenheim in Köln an. Als Dirigent arbeitete Karsten Scholz 1998 an der Oper Köln und ab 1999 am Theater Bielefeld, später als Klavierpädagoge, Chorleiter, Komponist und Konzertpianist.
Schwerpunkte seines Repertoires liegen in den Werken der Wiener Klassiker, – vor allem den Sonaten Haydns und den 32 Sonaten Beethovens, – ebenso in den Klavierkompositionen der Romantik, Gewicht auf Schubert und Brahms – sowie dem Werk Franz Liszts. Ein weiteres Augenmerk gilt der Zweiten Wiener Schule, auch der Musik Olivier Messiaens.
Scholz konzertiert als Interpret zeitgenössischer Musik in Uraufführungen und setzt sich für vergessene Komponisten wie Ernst von Dohnanyi und Giuseppe Martucci ein.
Er gastiert als Solist und Kammermusikpartner, arbeitete mit den Dirigenten Graeme Jenkins, Philippe Auguin, Bruno Weil, Peter Kuhn, Rainer Mühlbach, Alexander Joel, Helmut Imig, Herbert Blomstedt und Kurt Masur.
Von 2009 an spielte Scholz in einem auf vier Jahre angelegten Konzertzyklus alle 32 Beethoven-Sonaten in chronologischer Reihenfolge. Eine CD-Produktion hierzu ist komplett erschienen. Nach dem Zyklus mit ausgewählten Klavierwerken Franz Schuberts, der auf sechs Konzertabende konzipiert ist, widmet er sich einer neuen Reihe mit Haydn, Beethoven und Schubert, wobei die erste CD bereits 2024 erschienen ist. 
Scholz arbeitet seit 2022 an der Oper Dortmund.

## Kompositionen
- Ave Maria (1986)[1]
- Französische Suite (1988)
- Missa Jubilate (1990)[1][21]
- Te Deum (1993)[22]
- Sonate für Violine Solo (1993/94)
- Fantasie für Fagott und Orgel (1996)
- Hymnus „Veni, Creator Spiritus“ (2018)[23]
- La flûte suit le vent für zwei Flöten (2019)
- Danse Fantastique für Flöte Solo (2020)

## CD-Produktionen
- Schubert Klaviersonaten a-Moll D 784 und A-Dur D 959 (2002)
- Franz Liszt: Années de pèlerinage: Suisse; Deux Légendes (2005)
- George Gershwin: Klangschicht: Rhapsody im Hof (2006)
- Ariettes Oubliées: Lieder von Mozart, Fauré, Debussy und Berg mit Jacqueline Treichler (Sopran) und Karsten Scholz (Klavier) (2006)
- Klavierrezital im Rittersaal: Mozart, Schubert, Liszt (2008)
- Beethoven Klaviersonaten I (2013)
  - Klaviersonaten Nr. 28, Nr. 29, Nr. 30, Nr. 31, Nr. 32
- Beethoven Klaviersonaten II (2014)
  - Klaviersonaten Nr. 19 und 20, Nr. 21, Nr. 22, Nr. 23, Nr. 24, Nr. 25, Nr. 26, Nr. 27
- Beethoven Klaviersonaten III (2018)
  - Klaviersonaten Nr. 12, Nr. 13, Nr. 14, Nr. 15, Nr. 16, Nr. 17, Nr. 18
- Beethoven Klaviersonaten IV (2019)
  - Klaviersonaten Nr. 5, Nr. 6, Nr. 7, Nr. 8, Nr. 9, Nr. 10, Nr. 11
- Robert Schumann – Clara Wieck-Schumann – Johannes Brahms (2019)
  - Robert Schumann: Fantasiestücke op. 12
  - Clara Wieck-Schumann: Drei Romanzen op. 21, Scherzo op. 10
  - Johannes Brahms: Klavierstücke op. 76
- Beethoven Klaviersonaten V (2020)
  - Klaviersonaten Nr. 1, Nr. 2, Nr. 3, Nr. 4
- Haydn – Beethoven – Schubert (2024)[24]
  - Joseph Haydn: Sonata C minor Hob: XVI Nr. 20 (1771)
  - Ludwig van Beethoven: Six Bagatelles op. 126 (1823/24)
  - Franz Schubert: Sonata B flat D960 (1828)

## Preise
- 1991 Förderpreis der Stadt Gelsenkirchen[1]
- 1992 Dritter Preis Int. Brahms-Wettbewerb Hamburg[25]
- 1995 Zweiter Preis Int. Brahms-Wettbewerb Pörtschach